# Amor comprado
 (срп. Купљена љубав) америчка је теленовела, продукцијске куће Веневисион, снимана 2007.

## Синопсис
Живот никад није мазио Маријану — одрасла је у скромном дому са маћехом која се према њој одувек понашала као да је служавка. Мада је њен отац диван, пожртвован и вредан човек, потпуно се повукао у себе након што је супруга напустила њега и кћерку готово 20 година раније. 
С друге стране, Вили је целог живота био окружен луксузом, али никад није био срећан. У детињству је остао без родитеља, а старатељство над њим преузела је његова зла бака Хертрудис. Штавише, толико му је уништила самопоуздање, да је постао убеђен како га ниједна девојка не жели због тога што је добар човек, већ искључиво зато што је богат. Недуго пре 30. рођендана, Вили је почео да паничи — једна клаузула у тестаменту његове мајке јасно каже да ће моћи да управља њеним богатством само ако се ожени пре него што напуни 30 година. У супротном, новац и некретнине прешле би у Хертрудисине руке.
Будућу да окрутној старици новац није потребан, јер има довољно свог богатства, она је одлучна у намери да Вили ожени Маргот, девојку којом би могла манипулисати како би што више унесрећила свог унука. За то време, Вили даје оглас у новинама, наглашавајући да тражи жену која би му била супруга. У међувремену, Маријанин отац завршава у затвору јер је случајно убио младића који је покушао да је силује, те је њој хитно потребан новац да га избави одатле.
Када прочита Вилијев чудан оглас, одлучује да се пријави и управо она бива изабрана да се уда за милионера којег никад у животу није видела. Међутим, судбина им спрема изненађење — њих двоје се случајно упознају, не знајући ништа једно о другоме. Обоје мисле да су пронашли љубав свог живота, али ствари се мењају неколико дана касније, кад открију да су још раније повезани огласом из магазина. Кад Маријана дође да потпише предбрачни уговор, осећа се као да је Вили купује, док он на њу гледа као прорачунату девојку која жели само део његовог богатства.
Упркос томе што се лудо воле, Вилијев и Маријанин брак биће на коцки, не само због међусобног неповерења, већ и због сплетки који им непрестано спремају не само Хертрудис и Маргот, већ и други опаки људи из њиховог окружења. Само ће време и снага праве љубави омогућити супружницима да уживају у заслуженој срећи и оставе иза себе све неспоразуме,

## Улоге
| Глумац:                  | Улога:    |
| ------------------------ | --------- |
| Елизабет Гутјерез        | Маријана  |
| Хосе Анхел Љамас         | Вили      |
| Зули Монтеро             | Ертрудис  |
| Марџори де Соуса         | Маргот    |
| Хулијан Хил              | Естебан   |
| Патрисија Алварез        | Наталија  |
| Карен Сантиез            | Леонора   |
| Хосе Бардина             | Лусијано  |
| Фернадо Карера           | Валентин  |
| Роберто Матеос           | Артуро    |
| Исабел Морено            | Роса      |
| Ана Силвети              | Моргана   |
| Франклин Виркез          | Саладино  |
| Лаура Форети             | Тереса    |
| Грасијела Доринг         | Панчита   |
| Андрес Гарсија           | Сантијаго |
| Раул Оливо               | Енрике    |
| Боби Лариос              | Хиларио   |
| Адријан Карвахал         | Рикардо   |
| Маријан Ловера           | Елена     |
| Карлос Аугусто Малдонадо | Мартин    |
| Хулио Капоте             | Еремијас  |
| Лијанет Борего           | Вероника  |
| Ернесто Молина           | детектив  |
| Рејналдо Круз            | Ернесто   |